# Cycas macrocarpa
Cycas macrocarpa Griff., 1854 è una pianta appartenente alla famiglia delle Cycadaceae, diffusa nel sud-est asiatico.

## Descrizione
È una cicade con fusto eretto, alto sino a 12 m.
Le foglie, pennate, lunghe 220-320 cm, sono disposte a corona all'apice del fusto e sono rette da un picciolo lungo 40-70 cm; ogni foglia è composta da 160-220 paia di foglioline lanceolate, con margine intero o leggermente ricurvo, lunghe mediamente 24-45 cm, di colore verde scuro, inserite sul rachide con un angolo di 60-85°.
È una specie dioica con esemplari maschili che presentano microsporofilli disposti a formare strobili terminali di forma ovoidale, lunghi 16-22 cm e larghi 9-12 cm ed esemplari femminili con macrosporofilli che si trovano in gran numero nella parte sommitale del fusto, con l'aspetto di foglie pennate che racchiudono gli ovuli, in numero di 2-4.
L'epiteto specifico macrocarpa fa riferimento ai grandi (makros) frutti (karpos) della specie.
I semi sono oblunghi, lunghi 45-65 mm, ricoperti da un tegumento di colore giallo.

## Distribuzione e habitat
È diffusa nella Thailandia meridionale e Malaysia settentrionale.

Prospera nelle foreste pluviali su terreni sabbiosi di tipo argilloso o limaccioso.

## Conservazione
La IUCN Red List classifica C. macrocarpa come specie vulnerabile.

La specie è inserita nella Appendice II della Convention on International Trade of Endangered Species (CITES).